# Campeonato Argentino M21 2000
El Campeonato Argentino de Menores de 21 años de 2000 fue un torneo para seleccionados M21 de las uniones regionales afiliadas a la Unión Argentina de Rugby. El torneo se llevó a cabo entre el 7 de octubre y el 4 de noviembre de 2000. La final se disputó en las instalaciones del Tucumán Lawn Tennis Club en San Miguel de Tucumán.
El torneo volvió a contar con una fase final a eliminación directa y una Zona Ascenso con ocho equipos (no hubo intercambio de plazas). Varios encuentros del torneo se disputaron como preliminares a los encuentros del torneo de mayores de la misma temporada, incluyendo la final.
La URBA venció en la final al seleccionado de la Unión de Rugby de Tucumán por un ajustado 38-37, consiguiendo el sexto campeonato en siete temporadas para el seleccionado M21 de Buenos Aires.

## Equipos participantes
Disputaron esta edición las selecciones de dieciséis uniones provinciales: ocho en la Zona Campeonato y ocho en la Zona Ascenso.
| División                  | Equipo        | Unión                                                |
| ------------------------- | ------------- | ---------------------------------------------------- |
| Zona Campeonato 8 equipos | Buenos Aires  | Unión de Rugby de Buenos Aires                       |
| Zona Campeonato 8 equipos | Córdoba       | Unión Cordobesa de Rugby                             |
| Zona Campeonato 8 equipos | Cuyo          | Unión de Rugby de Cuyo                               |
| Zona Campeonato 8 equipos | Mar del Plata | Unión de Rugby de Mar del Plata                      |
| Zona Campeonato 8 equipos | San Juan      | Unión Sanjuanina de Rugby                            |
| Zona Campeonato 8 equipos | Santa Fe      | Unión Santafesina de Rugby                           |
| Zona Campeonato 8 equipos | Rosario       | Unión de Rugby de Rosario                            |
| Zona Campeonato 8 equipos | Tucumán       | Unión de Rugby de Tucumán                            |
| Zona Ascenso 8 equipos    | Alto Valle    | Unión de Rugby del Alto Valle de Río Negro y Neuquén |
| Zona Ascenso 8 equipos    | Austral       | Unión de Rugby Austral                               |
| Zona Ascenso 8 equipos    | Entre Ríos    | Unión Entrerriana de Rugby                           |
| Zona Ascenso 8 equipos    | Formosa       | Unión de Rugby de Formosa                            |
| Zona Ascenso 8 equipos    | Misiones      | Unión de Rugby de Misiones                           |
| Zona Ascenso 8 equipos    | Nordeste      | Unión de Rugby del Nordeste                          |
| Zona Ascenso 8 equipos    | Salta         | Unión de Rugby de Salta                              |
| Zona Ascenso 8 equipos    | Sur           | Unión de Rugby del Sur                               |

## Zona Campeonato

### Subzona A
| Pos. | Equipos      | Partidos | Partidos | Partidos | Tantos | Tantos | Tantos | Pts. |
| Pos. | Equipos      | G        | E        | P        | PF     | PC     | DP     | Pts. |
| ---- | ------------ | -------- | -------- | -------- | ------ | ------ | ------ | ---- |
| 1.°  | Buenos Aires | 3        | 0        | 0        | 170    | 40     | +130   | 6    |
| 2.°  | Rosario      | 2        | 0        | 1        | 167    | 65     | +102   | 4    |
| 3.°  | San Juan     | 1        | 0        | 2        | 47     | 164    | -117   | 2    |
| 4.°  | Santa Fe     | 0        | 0        | 3        | 37     | 152    | -115   | 0    |

|  | Clasifica a fase final |

| 7 de octubre | Buenos Aires | 68 - 7  | Santa Fe | San Isidro Club, San Isidro |  |
|              |              | Reporte |          |                             |  |

| 7 de octubre | Rosario | 84 - 13 | San Juan |  |  |
|              |         | Reporte |          |  |  |

| 14 de octubre | Rosario | 62 - 10 | Santa Fe |  |  |

| 14 de octubre | San Juan | 12 - 60 | Buenos Aires | San Juan Rugby Club, San Juan |  |
|               |          | Reporte |              |                               |  |

| 21 de octubre | Santa Fe | 20 - 22 | San Juan |  |  |

| 21 de octubre | Buenos Aires | 42 - 21 | Rosario | CASI, San Isidro |  |
|               |              | Reporte |         |                  |  |

### Subzona B
| Pos | Equipos       | Partidos | Partidos | Partidos | Tantos | Tantos | Tantos | Pts |
| Pos | Equipos       | G        | E        | P        | PF     | PC     | DP     | Pts |
| --- | ------------- | -------- | -------- | -------- | ------ | ------ | ------ | --- |
| 1.° | Tucumán       | 3        | 0        | 0        | 122    | 67     | +55    | 6   |
| 2.° | Cuyo          | 2        | 0        | 1        | 71     | 62     | +9     | 4   |
| 3.° | Córdoba       | 1        | 0        | 2        | 93     | 66     | +27    | 2   |
| 4.° | Mar del Plata | 0        | 0        | 3        | 43     | 134    | -91    | 0   |

|  | Clasifica a fase final |

| 7 de octubre | Córdoba | 18 - 19 | Cuyo | Jockey Club, Córdoba               |                                    |
|              |         | Reporte |      | Árbitro(s): Sergio Tizón (Rosario) | Árbitro(s): Sergio Tizón (Rosario) |

| 7 de octubre | Tucumán | 57 - 17 | Mar del Plata |  |  |

| 14 de octubre | Córdoba | 46 - 14 | Mar del Plata | Tala Rugby Club, Córdoba |  |
|               |         | Reporte |               |                          |  |

| 14 de octubre | Cuyo | 21 - 32 | Tucumán |  |  |

| 21 de octubre | Tucumán | 33 - 29 | Córdoba | Tucumán Lawn Tennis, Tucumán |  |
|               |         | Reporte |         |                              |  |

| 21 de octubre | Mar del Plata | 12 - 31 | Cuyo |  |  |

## Zona Ascenso

### Subzona A
| Pos. | Equipos    | Partidos | Partidos | Partidos | Tantos | Tantos | Tantos | Pts. |
| Pos. | Equipos    | G        | E        | P        | PF     | PC     | DP     | Pts. |
| ---- | ---------- | -------- | -------- | -------- | ------ | ------ | ------ | ---- |
| 1.°  | Sur        | 2        | 1        | 0        | 105    | 38     | +67    | 5    |
| 2.°  | Entre Ríos | 1        | 1        | 1        | 89     | 86     | +3     | 3    |
| 3.°  | Alto Valle | 1        | 0        | 2        | 52     | 75     | -23    | 2    |
| 4.°  | Austral    | 1        | 0        | 2        | 75     | 122    | -47    | 2    |

| 14 de octubre | Alto Valle | 13 - 19 | Entre Ríos | Neuquén Rugby Club, Neuquén      |                                  |
|               |            | Reporte |            | Árbitro(s): Eduardo Vigier (Sur) | Árbitro(s): Eduardo Vigier (Sur) |

| 14 de octubre | Austral | 15 - 36 | Sur |  |  |

| 21 de octubre | Sur | 49 - 3 | Alto Valle |  |  |

| 21 de octubre | Entre Ríos | 50 - 53 | Austral |  |  |

| 28 de octubre | Entre Ríos | 20 - 20 | Sur |  |  |

| 28 de octubre | Austral | 7 - 36  | Alto Valle | Comodoro Rivadavia,   |                       |
|               |         | Reporte |            | Árbitro(s): Bancalari | Árbitro(s): Bancalari |

### Subzona B
| Pos. | Equipos  | Partidos | Partidos | Partidos | Tantos | Tantos | Tantos | Pts. |
| Pos. | Equipos  | G        | E        | P        | PF     | PC     | DP     | Pts. |
| ---- | -------- | -------- | -------- | -------- | ------ | ------ | ------ | ---- |
| 1.°  | Nordeste | 3        | 0        | 0        | 106    | 33     | +73    | 6    |
| 2.°  | Salta    | 2        | 1        | 0        | 49     | 55     | -6     | 5    |
| 3.°  | Formosa  | 1        | 1        | 1        | 45     | 41     | +4     | 3    |
| 4.°  | Misiones | 0        | 0        | 3        | 40     | 111    | -71    | 0    |

| 14 de octubre | Salta | 8 - 33 | Nordeste |  |  |

| 14 de octubre | Formosa | 31 - 7 | Misiones |  |  |

| 21 de octubre | Formosa | 9 - 9 | Salta |  |  |

| 21 de octubre | Misiones | 20 - 38 | Nordeste |  |  |

| 28 de octubre | Nordeste | 25 - 5 | Formosa |  |  |

| 28 de octubre | Salta | 32 - 13 | Misiones |  |  |

## Fase final
|  | Semifinales   | Semifinales   | Semifinales   |         |              | Final         | Final         | Final         |  |
|  | 28 de octubre | 28 de octubre | 28 de octubre |         |              | 4 de noviemre | 4 de noviemre | 4 de noviemre |  |
|  |               |               |               |         |              |               |               |               |  |
|  |               |               |               |         |              |               |               |               |  |
|  | Tucumán       | Tucumán       | 48            |         |              |               |               |               |  |
|  | Tucumán       | Tucumán       | 48            |         |              |               |               |               |  |
|  | Rosario       | Rosario       | 17            |         |              |               |               |               |  |
|  | Rosario       | Rosario       | 17            |         | Buenos Aires | Buenos Aires  | 38            |               |  |
|  |               |               |               |         | Buenos Aires | Buenos Aires  | 38            |               |  |
|  |               |               | Tucumán       | Tucumán | 37           |               |               |               |  |
|  | Buenos Aires  | Buenos Aires  | Tucumán       | Tucumán | 37           | 16            |               |               |  |
|  | Buenos Aires  | Buenos Aires  |               |         |              | 16            |               |               |  |
|  | Cuyo          | Cuyo          | 15            |         |              |               |               |               |  |
|  | Cuyo          | Cuyo          | 15            |         |              |               |               |               |  |
|  |               |               |               |         |              |               |               |               |  |

### Semifinales
| 28 de octubre | Tucumán | 48 - 17 | Rosario |  |  |

| 28 de octubre | Buenos Aires | 16 - 15 | Cuyo | CASI, San Isidro |  |
|               |              | Reporte |      |                  |  |

### Final
| 4 de noviembre | Tucumán | 37 - 38 | Buenos Aires | Tucumán Lawn Tennis, Tucumán |  |
|                |         | Reporte |              |                              |  |

|                      |
| Buenos Aires Campeón |
| Sexto título         |